# Larry Heard
Larry Heard, également connu sous le pseudonyme Mr. Fingers est un musicien et disc jockey américain né le 31 mai 1960 à Chicago et mondialement connu pour la house music qu'il a composée et produite dans les années 1980 et 1990. Il forme le groupe Fingers Inc. avec Robert Owens et Ron Wilson.

## Aspects de sa musique
Le titre le plus représentatif de son œuvre est sans doute Can You Feel It, produit avec le groupe Fingers Inc., morceau symbolique de la deep house de Chicago dont la version vocale sample un discours de Martin Luther King Jr. Mais Larry Heard s'impose également comme un précurseur du son acid house, en témoigne son Washing Machine composé en 1986, soit un an avant l'hymne Acid Trax du groupe Phuture. Il a par ailleurs coproduit des titres avec Lil' Louis, entre autres 6 A.M. et le fameux French Kiss.
Figure majeure de la house de Chicago, Larry Heard, s'il se révèle aujourd'hui moins actif que par le passé, continue à produire et réaliser des morceaux dans son registre. Il sort notamment les albums Love's Arrival en 2001 et Where Life Begins en 2003 ainsi que le titre The Sun Can't Compare en 2006.

## Discographie partielle
- Can You Feel It (1986)
- Bring Down the Walls (1986)
- It's Over (1986)
- Mystery of Love (1986)
- Washing Machine (1986)
- A Path (1986)
- Donnie (1986)
- I'm Strong (1987)
- Slam Dance (1987)
- Another Side (album, 1988)
- Ammnesia (1988)
- Distant Planet (1988)
- So Glad (1988)
- Acid Attack (1988)
- A Love of my Own (1988)
- Stars (1988)
- Waterfall (1988)
- Gallimaufry Gallery (1988)
- Play it Loud (1988)
- Never No More Lonely (1989)
- Introduction (album, 1992)
- Closer (1992)
- On a Corner Called Jazz (1992)
- What About This Love (1992)
- Black Oceans (1994)
- Dance 2000 (album, 1997)
- Ice Castles (album, 1998)
- Love's Arrival (album, 2001)
- Where Life Begins (album, 2003)
- The Sun Can't Compare (2006)
- Outer Acid (2016)